# Альтернатива для Германии
«Альтернати́ва для Герма́нии» (АдГ) (нем. Alternative für Deutschland, AfD) — немецкая политическая партия ультраправой популистской идеологии, основанная в 2013 году. По итогам выборов 23 февраля 2025 года занимает 152 места в бундестаге.
Партию описывают как немецкую националистическую, правопопулистскую и евроскептическую. С 2015 года АдГ более открыта к работе с ультраправыми группами, такими как ПЕГИДА. Части АдГ имеют расистские, исламофобные, антисемитские и ксенофобные тенденции, связанные с ультраправыми движениями, такими как неонацизм, идентаризм и возрождение «фёлькише». С конца февраля 2021 года Федеральная служба защиты конституции Германии может наблюдать за партией.
На выборах в бундестаг 2025 года АдГ впервые выдвинула кандидата на пост федерального канцлера, заняв второе место на выборах в целом после ХДС/ХСС. В мае 2025 года Федеральная служба защиты конституции Германии признала АдГ экстремистской организацией, что позволяет этой спецслужбе вести слежку за деятельностью АдГ с помощью осведомителей, прослушивания телефонов и т. п.

## Основание
В сентябре 2012 года из Христианско-демократического союза Германии выделилась политическая группа «Wahlalternative 2013» («Альтернативный выбор 2013») с целью противодействия политике немецкого правительства в отношении кризиса еврозоны. Их манифест был одобрен рядом видных экономистов, журналистов и руководителей предприятий. Группа критиковала еврозону как область непригодную для создания валютного Союза. Группа также заявила, что кризис управления Еврогруппой снижает доходы простых людей на юге еврозоны и подрывает основные принципы демократического управления. После кратковременного и неудачного союза с группой «Свободные избиратели» группа решила в феврале 2013 года основать новую партию для участия в федеральных выборах 2013 года.
Учредительный съезд «Альтернативы для Германии» состоялся 14 апреля 2013 года в Берлине. Её лидером избрана «тройка», в которую вошли профессор экономики Бернд Лукке, предпринимательница Фрауке Петри и журналист Конрад Адам. В руководство была также избрана проживающая в Германии профессор СПбГУ Ирина Смирнова.

## Цели

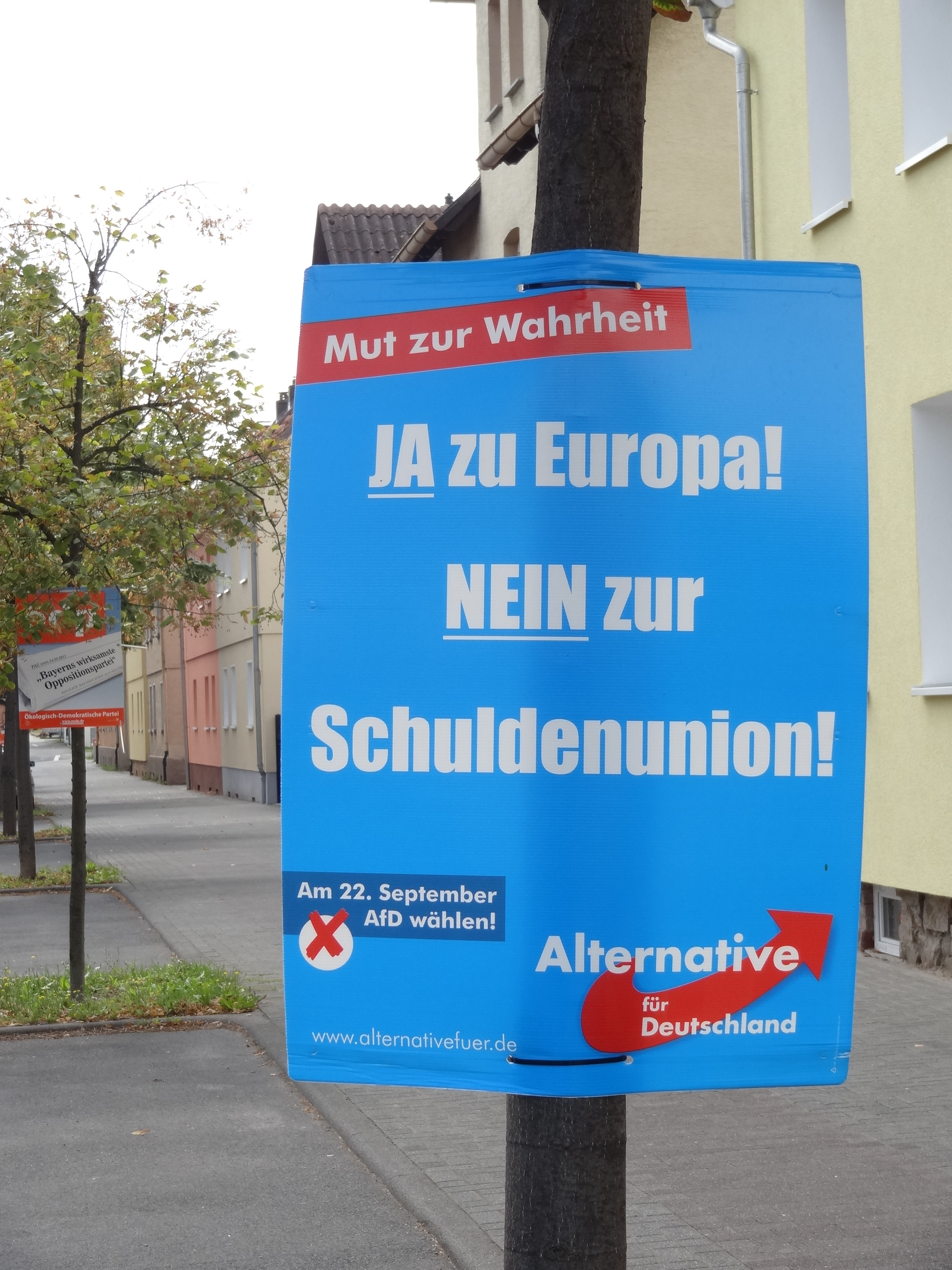
Плакат АдГ на федеральных выборах 2013 года: «ДА Европе, НЕТ долговому союзу»

Главная цель партии евроскептиков — изменение политики спасения евро и строгое выполнение Маастрихтских критериев, в первую очередь пересмотр немецкой политики гарантий по долговым обязательствам в связи со спасением финансовых систем некоторых отстающих стран еврозоны, предусмотренных Европейским стабилизационным механизмом; как крайняя мера воздействия заявляется возрождение национальной германской валюты: немецкой марки (DM).
АдГ использует недовольство Евросоюзом, которое существует как в Германии, так и в других странах ЕС (в своё время поводом для критики действующих властей Германии со стороны «Альтернативы для Германии» было подписание Ангелой Меркель пакета финансовой помощи Республике Кипр: в АдГ заранее назвали ошибкой «спасение грязных денег российских олигархов», намекая на всё ещё распространённую в современной России практику хранения финансовых капиталов на Кипре). Профессор Бернд Лукке в интервью заявил, что «единая валюта не только не помогает Европе выйти из кризиса, она постепенно разрушает экономику континента». При этом АдГ не выступает за роспуск Евросоюза (называя эту организацию полезной для своей страны), однако безоговорочное участие ФРГ в еврозоне считают неприемлемым.
Накануне первого съезда АдГ поддержка к германским противникам евро пришла с неожиданной стороны: с предложением Берлину задуматься о выходе из еврозоны выступил американский миллиардер Джордж Сорос. Он заявил в ходе лекции во Франкфурте-на-Майне: «Германия должна выбрать: или принять евробонды, или выйти из евро».
На съезде партии Бернд Лукке заявил, что АдГ не сфокусирована лишь на одной-единственной теме. У Германии — масса проблем. Налоговое законодательство слишком сложное и социально несправедливое. Цены на электроэнергию завышены, потому что потребителям приходится оплачивать субсидирование возобновляемой энергетики, а демографические проблемы нарастают, поскольку рождаемость не стимулируют. Высказался лидер партии и об усилении правопорядка в стране, также раскритиковал иммиграционную политику и заявил, что простых и малообразованных людей из других стран в их же собственных интересах не следует принимать в Германии, поскольку они всё равно не смогут приспособиться к современному обществу и не имеют шансов получить достойную работу.
Альтернатива для Германии является одной из немецких партий, выступающих за отмену Германией введённых против России международных санкций и поддерживающих позицию России по ряду международных вопросов (по войне на юго-востоке Украины и по гражданской войне в Сирии). Наиболее ярыми сторонниками подобных действий являются Маркус Фроммайер, Удо Хеммельгарн и Робби Шлунд (в 2019 году им была создана германско-российская парламентская группа, занимавшаяся улучшением двусторонних отношений). При этом предполагается, что АдГ частично финансируются из России.

## Сторонники
В отличие от других протестных движений, АдГ позиционирует себя как «детище интеллектуальной элиты Германии». Среди основателей партии: лидер партии профессор макроэкономики Гамбургского университета Бернд Лукке (в результате разногласий в руководстве, покинул партию в июле 2015 и основал партию ALFA), бывший редактор отдела политики «Frankfurter Allgemeine Zeitung» Конрад Адам, профессор Михаэль Шталь, профессор экономики Тюбингенского университета Йоахим Штарбатти (Joachim Starbatty), прославившийся попытками в судебном порядке предотвратить введение евро и нашумевшим коллективным иском в Конституционный суд ФРГ против создания в еврозоне стабилизационных фондов, Александер Гауланд — юрист, публицист, руководивший 1987—1991 гг. от партии ХДС государственной канцелярией федеральной земли Гессен, выступающий за поддержку дружественных связей с Россией и Ханс-Олаф Хенкель (Hans-Olaf Henkel), руководивший германским и европейским филиалом корпорации IBM и бывший главой Федерации промышленников Германии (BDI).
На учредительном съезде партии присутствовало около 1500 человек. К новой партии за 1,5 года существования присоединились 19 225 человек (по состоянию на 15 сентября 2014 года), из них почти четверть — бывшие члены основных партий: как Христианско-демократического союза (ХДС) или его партнера по коалиции — Свободной демократической партии, так и оппозиционной Социал-демократической партии Германии.
Традиционно голосующие за АдГ — жители бывшей ГДР (до 60—70 % избирателей по полу — мужчины). Однако, как отмечает в 2025 Катя Хойер: "Если вы посмотрите на сегодняшние немецкие газеты, то увидите, что подъем АдГ наконец-то осознается тем, чем он является: пангерманским феноменом, который вписывается в политический опыт большинства западных демократий. Вряд ли кто-то еще говорит о Востоке [Германии], и многие наблюдатели теперь рассматривают АдГ в контексте роста антииммиграционных настроений на Западе [в целом]".
Деятельность АдГ поддерживает известный американский юрист, историк и правозащитник Альфред де Зайас.

## Организационная структура
«Альтернатива для Германии» состоит из земельных ассоциаций (Landesverband), земельные ассоциации из районных ассоциаций (Kreisverband).
Высший орган — федеральный съезд (Bundesparteitag), между федеральными съездами — федеральное правление (Bundesvorstand), высшее должностное лицо — федеральный председатель (Bundesvorsitzender), прочие должностные лица — заместители федерального председателя (Stellvertretender Bundesvorsitzender), федеральный казначей (Bundesschatzmeister), федеральный директор (Bundesgeschäftsführer), федеральный контролёр счетов (Bundesrechnungsprüfer), высший контрольный орган — федеральный арбитражный суд (Bundesschiedsgericht).
Земельные ассоциации
Земельные ассоциации соответствуют землям.
Высший орган земельной ассоциации — земельный съезд (Landesparteitag), между земельными съездами — земельное правление (Landesvorstand), высшее должностное лицо земельной ассоциации — земельный председатель (Landesvorsitzender), прочие должностные лица земельной ассоциации — заместители земельного председателя (Stellvertretender Landesvorsitzender), земельный казначей (Landesschatzmeister), земельный директор (Landesgeschäftsführer), земельный контролёр счетов (Landesrechnungsprüfer), в крупных земельных ассоциациях может существовать контрольный орган — земельный арбитражный суд (Landesschiedsgericht).
Районные ассоциации
Районные ассоциации соответствуют районам, внерайонным городам и округам Берлина и Гамбурга.
Высший орган районной ассоциации — районное общее собрание (Kreismitgliederversammlung), в особо крупных районных ассоциациях — районный съезд (Kreisparteitag), между районными съездами — районное правление (Kreisvorstand), высшее должностное лицо районной ассоциации — районный председатель (Kreisvorsitzender), прочие должностные лица — заместители районного председателя (Stellvertretender Kreisvorsitzender), районный казначей (Kreisschatzmeister), районный контролёр счетов (Kreisrechnungsprüfer).
Местные ассоциации
Местные ассоциации соответствуют городам, общинам, округам и частям Берлина и Гамбурга. Местные ассоциации (Ortsverband) могут создаваться при наличии достаточного количества членов «Альтернативы для Германии» проживающих в городе, общине или городском округе.
Высший орган местной ассоциации — местное общее собрание (Ortsmitgliederversammlung), между общими собраниями — местное правление (Ortsvorstand), высшее должностное лицо — местный председатель (Ortsvorsitzender), заместители местного председателя (Stellvertretender Ortsvorsitzender), местный казначей (Ortsschatzmeister), местный контролёр счетов (Ortsrechnungsprüfer).

### Молодёжная организация
Молодёжная организация — «Молодая альтернатива для Германии» (Junge Alternative für Deutschland). Состоит из земельных ассоциаций.
Высший орган «Молодой альтернативы для Германии» — федеральный съезд (Bundeskongress), между федеральными съездами — федеральное правление (Bundesvorstand), высшее должностное лицо — федеральный председатель (Bundesvorsitzender), прочие должностные лица — заместители федерального председателя, федеральный казначей и федеральный контролёр счетов, высший контрольный орган — федеральный арбитражный суд.
Земельные ассоциации «Молодой альтернативы для Германии»
Земельные ассоциации соответствуют землям.
Высший орган земельной ассоциации — земельное общее собрание (Landesmitgliederversammlung), в особо крупных земельных ассоциациях — земельный конгресс (Landeskongress), между земельными конгрессами — земельное правление, высшее должностное лицо — земельный председатель, прочие должностные лица — заместители земельного председателя, земельный казначей и земельный контролёр счетов, высший контрольный орган — земельный арбитражный суд.
Районные ассоциации «Молодой альтернативы для Германии»
Районные ассоциации могут соответствовать районам и городам. Районные ассоциации могут создаваться при наличии достаточного количества членов проживающих в районе или внерайонном городе.
Высший орган районной ассоциации — районное общее собрание, между районными общими собраниями — районное правление, высшее должностное лицо — районный председатель, прочие должностные лица — заместители районного председателя, районный казначей и районный контролёр счетов.

## Результаты на выборах

Поддержка АдГ на федеральных выборах 2013 года

### Выборы в бундестаг
| Год выборов | Голоса по избирательным округам | Голоса по партийным спискам | % по партийным спискам | Всего мест | +/- |
| ----------- | ------------------------------- | --------------------------- | ---------------------- | ---------- | --- |
| 2013        | 810 915                         | 2 056 985                   | 4,7 (#7)               | 0 из 631   |     |
| 2017        | 5 316 095                       | 5 877 094                   | 12,6 (#3)              | 94 из 709  | +94 |
| 2021        | 4 695 611                       | 4 802 097                   | 10,3 (#5)              | 83 из 735  | -11 |
| 2025        | 10 175 438                      | 10 327 148                  | 20,8 (#2)              | 152 из 630 | +69 |

2013 год
На федеральных выборах 22 сентября 2013 года АдГ набрала 4,7 % и осталась без мест в бундестаге, не преодолев 5-процентный барьер.
| Поддержка партии на федеральных выборах 2013 года по землям: пропорциональное голосование |
| ----------------------------------------------------------------------------------------- |
|                                                                                           |

2017 год

Поддержка АдГ на федеральных выборах 2017 года

На федеральных выборах 24 сентября 2017 года партия набрала 12,6 % и получила 94 места в бундестаге. Это стало крупнейшим успехом АдГ с момента её основания. Лидерами партийного списка на этих выборах были Алис Вайдель и Александр Гауланд.
| Поддержка партии на федеральных выборах 2017 года по землям: пропорциональное голосование |
| ----------------------------------------------------------------------------------------- |
|                                                                                           |

### Выборы в Европейский парламент
На выборах в Европейский парламент 2014 года партия набрала 7 % голосов и получила 2 места из 96 возможных (позднее в альянс с АдГ вошла также Семейная партия Германии с одним местом в Европарламенте). В 2018 году стала самой популярной на востоке Германии. На выборах в Европарламент 2019 года партия набрала 11 % голосов и получила 11 мест.
| Год выборов | Общее число голосов | %    | Место | Количество мест | +/- |
| ----------- | ------------------- | ---- | ----- | --------------- | --- |
| 2014        | 2 070 014           | 7,1  | #5    | 2 из 96         |     |
| 2019        | 4 103 453           | 11,0 | #4    | 11 из 96        | +9  |
| 2024        | 6 324 008           | 15,9 | #2    | 15 из 96        | +4  |

### Выборы в земельные парламенты
22 сентября 2013 года на выборах в парламент (ландтаг) Гессена получила 4 % голосов.
31 августа 2014 года на выборах в ландтаг Саксонии партия получила 9,7 % голосов и впервые провела 14 депутатов в земельный парламент.
14 сентября 2014 года партия получила 10,6 % голосов и 11 мандатов на выборах в ландтаг Тюрингии и 12,2 % голосов по партийным спискам и 11 мандатов на выборах в ландтаг Бранденбурга.
В 2015 году на выборах в ландтаг Гамбурга партия получила 6,1 % голосов и 8 мандатов, на выборах в ландтаг Бремена — 5,5 % голосов и 5 мест.
Явственный всплеск популярности был продемонстрирован партией в 2016 году:
в марте 2016 партия заняла второе место на выборах в ландтаг Саксонии-Анхальта с 24,3 % голосов, третье место в Баден-Вюртемберге с 15 % (победили Зелёные), и третье в Рейнланд-Пфальце с 13 %;
в сентябре АдГ заняла второе место после СДПГ на выборах в Мекленбурге — Передней Померании с 21 % и пятое место на выборах в Берлине с 14,2 %.
На муниципальных выборах в Нижней Саксонии партия в среднем получила 7,8 % голосов, при этом на выборах городского совета столицы земли Ганновера за партию проголосовало более 10 % избирателей.
Таким образом, на выборах в ландтаги 2016 года АдГ получила 23 мандата в Баден-Вюртенберге, 25 мандатов в Берлине, 18 мандатов в Мекленбурге-Передней Померании, 14 мандатов в Рейнланд-Пфальце и 24 мандата в Саксонии-Анхальт. Согласно оценке Bloomberg, успехи АдГ на земельных выборах 2016 года и одновременное падение избирательных рейтингов ХДС отражают политическую турбулентность в Германии, вызванную рекордным наплывом иммигрантов.
В 2017 году прошли выборы в ландтаги Саара, Шлезвиг-Гольштейна и Северного Рейна-Вестфалии. «Альтернатива для Германии» прошла во все три земельных парламента, но получила меньше голосов, чем в 2016 году. В марте в Сааре АдГ получила 6,2 % голосов и 3 мандата, заняв четвёртое место. В мае шлезвиг-гольштейнское отделение партии набрало 5,9 % голосов и получило 5 мест (5 место), в Северном Рейне-Вестфалии результаты составили 7,4 % голосов и 16 мест (4 место).
14 октября 2018 года на выборах в Баварии АдГ заняла четвёртое место с 10,9 % голосов избирателей.
На октябрь 2018 года «Альтернатива для Германии» имеет фракции во всех 16 ландтагах Германии.
На выборах в ландтаги Бранденбурга и Саксонии, прошедших 1 сентября 2019 года, АдГ заняла второе место. В Бранденбурге партия набрала 23,7 % голосов (против 12,2 % на предыдущих выборах), пропустив вперёд СДПГ с 26,1 %. В Саксонии — 27,5 % голосов (против 9,7 % на предыдущих выборах), пропустив вперёд ХДС с 32,1 %.
По мнению «Коммерсанта», АдГ начинает теснить ХДС на региональном уровне. По результатам выборов в парламент Тюрингии (27 октября 2019 года) партия заняла второе место (после «Левых») с результатом в 23,4 % голосов избирателей, оттеснив таким образом ХДС на третье место.
14 марта 2021 года на выборах в Рейнланд-Пфальце список АдГ набрал 8,3 %, на выборах в Баден-Вюртемберге — 9,7 %. 6 июня 2021 года на выборах в Саксонии-Анхальт АдГ набрала 20,8 % (по сравнению с 24,3 % в 2016 году), вновь заняв второе место после ХДС, набравшей на этот раз 37,1 % (по сравнению с 29,8 % в 2016 году).
По данным на 2024 год продолжался рост популярности партии.
На выборах в региональные парламенты 1 сентября 2024 года партия «Альтернатива для Германии», по мнению СМИ, показала «исторические результаты». В Тюрингии она заняла первое место, набрав 32,8 % голосов, что позволило ей получить блокирующее меньшинство в парламенте, а на выборах в региональный парламент Саксонии партия АдГ получила 40 мест и заняла второе место, набрав 30,6 % голосов, незначительно уступив ХДС, которая получила 31,9 % голосов. Интересно, что при подведении итогов в Саксонии потребовался пересчёт голосов, после которого АдГ потеряла один мандат и вместе с ним право на блокирующее меньшинство в саксонском ландтаге.
Региональное отделение АдГ под руководством Бьорна Хёкке спровоцировало политический кризис в Тюрингии в 2020 году.

## Критика
Ключевое требование АдГ, то есть выход из еврозоны, встретило острую критику из лагеря сторонников евроинтеграции среди экономистов. Если еврозона будет разрушена, то будут расти и центробежные силы в Европе, сказал Томас Штраубхар (Thomas Straubhaar), директор Гамбургского института мировой экономики (HWWI). Ренационализация может отбросить Европу на много лет назад — c точки зрения экономики, евро имеет большое значение для германской внешней торговли.
Традиционные политические партии Германии критикуют платформу АдГ как националистическую. Они также выразили беспокойство, что новая партия может привлечь консервативных и независимых избирателей, разочарованных тем, что Берлин поддерживает рост числа субсидий для обремененных долгами стран-членов еврозоны. Некоторые члены правоцентристской коалиции канцлера Ангелы Меркель обеспокоены тем, что новая партия может получить достаточно большое число голосов консервативных и либеральных избирателей, и в этой ситуации Христианско-демократический союз будет вынужден вступить в коалицию с левоцентристской Социал-демократической партией.
Бывший сопредседатель АдГ Александер Гауланд знаменит своими радикальными высказываниями: так, он заявил, что немцы могут гордиться подвигами немецких солдат в Первой и Второй мировых войнах.
В июне 2023 года Институт прав человека Германии опубликовал доклад о деятельности АдГ, в соответствии с которым партия вплотную подошла к той черте, когда можно ставить законный вопрос о её запрете. В докладе отмечалось что партия стремится «ликвидировать свободный демократический порядок», а также «отменить гарантию человеческого достоинства». Согласно законодательству Германии, этого достаточно, чтобы признать деятельность партии неконституционной, а саму партию запретить. В начале октября 2023 года депутат от Христианско-демократического союза Марко Вандервиц начал готовить предложение о запрете АдГ.

### Финансирование Россией подачи иска на правительство Германии
После российского вторжения на Украину, в июле 2023 года АдГ подала иск в Федеральный конституционный суд, пытаясь опротестовать поставки немецкого оружия на Украину.
Из совместного расследования The Insider и Spiegel следует, что партия подавала данный судебный иск по указанию России и на российские деньги. Журналисты изданий изучили взломанную переписку пропагандиста Владимира Сергиенко, из которой следует, что он выступал посредником между Россией и депутатами от АдГ, которые получали из Москвы готовые тексты своих выступлений, лоббировали российские инициативы, а также подавали на собственное правительство в суд. Деньги Сергиенко привозил из России в Германию наличными и через подконтрольную некоммерческую организацию.

### Встреча в Потсдаме
Согласно вышедшему в январе 2024 года расследованию издания Correctiv, функционеры АдГ 25 ноября 2023 года в одном из отелей вблизи Потсдама принимали участие в тайной встрече с участием ряда предпринимателей и неонацистского движения «Новые правые». Лидер последнего Мартин Зельнер представил «план реэмиграции», в котором предложил отправить в некую страну в Северной Африке более двух миллионов человек из Германии (соискатели убежища; имеющие право оставаться в Германии, а также недостаточно «ассимилированные») и всех тех, кто помогает мигрантам и беженцам. Несмотря на противоречие плана конституции Германии никто из присутствовавших на встрече не подверг идею критике, но многие указали на то, что могут возникнуть трудности при его реализации. Событие стало резонансным, дав повод для призывов запретить АдГ. 14 января 2024 года в ряде немецких городов, в том числе Берлине и Потсдаме, прошли демонстрации против АдГ.

### Связь с ФСБ России
Из совместного расследования The Insider и Spiegel 2024 года следует что депутаты партии АдГ согласовывали с ФСБ России свои выступления, а также иски к властям, через работающего помощником депутата Евгения Шмидта, Владимира Сергиенко. По данным расследования куратором Сергиенко является 37-летний сотрудник Девятого управления Департамента оперативной информации Пятой службы ФСБ Илья Вечтомов (Илья Векшин). Депутаты Вайель и Ойме использовались ФСБ для распространения нарратива о преследовании верующих УПЦ МП со стороны украинских властей: так депутат Ойме, под контролем Сергиенко написал письмо Папе Римскому, в котором жаловался на «гонение христиан в Украине», при этом Сергиенко отправлял черновик письма куратору на проверку. Сергиенко также согласовывал с куратором тексты выступлений депутатов АдГ, о которых в дальнейшем сообщали российские государственные и провластные СМИ, а также получал от него финансирование.
На следующий день после выхода расследования пропуск в бундестаг Владимира Сергиенко был заблокирован, а сам он заявил о своём уходе с должности помощника депутата. Сам Сергиенко отвергает озвученные обвинения и считает, что развернутая против него кампания в СМИ делает невозможным продолжение его работы; депутат Шмидт заявил что подаст в суд на издание Bild которое выпустила публикацию о Сергиенко.

### Радикализм, исторический ревизионизм
Согласно отчёту Федерального ведомства по охране конституции Германии, среди участников и основных функционеров «Альтернативы для Германии» имеет широкое распространение исторический ревизионизм и образ мышления, согласно которому необходимо изменение политики исторической памяти. Со стороны членов партии нередки ревизионистские и антиисторичные заявления на грани отказа от ответственности за немецкую вину и отрицания Холокоста, что не в последнюю очередь связано с отказом их о памяти об эпохе нацизма и преступлений ультраправых и приверженности правоэкстремистской идеологии.